# Stadion Pod Borićima
Stadion Pod Borićima – wielofunkcyjny stadion w mieście Bihać, w Bośni i Hercegowinie. Został otwarty w 1983 roku. Może pomieścić 7500 widzów. Swoje spotkania rozgrywa na nim drużyna NK Jedinstvo Bihać.
Na stadionie jeden raz zagrała piłkarska reprezentacja Bośni i Hercegowiny, remisując 22 lipca 2001 roku towarzysko z Iranem 2:2.